# A magyar női labdarúgó-válogatott mérkőzései 1986-ban
A magyar női labdarúgó-válogatott  az év során összesen hét mérkőzést vívott, ebből három Európa-bajnoki-selejtező volt. A mérleg: két győzelem, két döntetlen és három vereség.
Szövetségi kapitány:
- Tóth Ferenc

## Mérkőzések
| 7. mérkőzés 1986. március 22. | Jugoszlávia | 1 – 1             | Magyarország  | Niš Nézőszám: 8 000 Játékvezető: Zoran Petrović (YUG) |
| 7. mérkőzés 1986. március 22. | Serdarević  | (1 – 1) Részletek | Kiss Lászlóné | Niš Nézőszám: 8 000 Játékvezető: Zoran Petrović (YUG) |

| 8. mérkőzés 1986. április 5. Eb-selejtező | Spanyolország | 1 – 2             | Magyarország   | Gijón Nézőszám: 2 500 Játékvezető: Luis Mario da Silva (POR) |
| 8. mérkőzés 1986. április 5. Eb-selejtező | P. Ibanez     | (1 – 0) Részletek | Oroszki Lovász | Gijón Nézőszám: 2 500 Játékvezető: Luis Mario da Silva (POR) |

| 9. mérkőzés 1986. április 15. | NSZK                  | 2 – 1             | Magyarország  | Straubing Nézőszám: 1 800 Játékvezető: Adolf Ermer (FRG) |
| 9. mérkőzés 1986. április 15. | Damm 46' Haberlaß 47' | (1 – 1) Részletek | Kiss Lászlóné | Straubing Nézőszám: 1 800 Játékvezető: Adolf Ermer (FRG) |

| 10. mérkőzés 1986. május 3. Eb-selejtező | Olaszország | 1 – 0             | Magyarország           | Potenza Nézőszám: 8 000 Játékvezető: A. Pugliesevich (MLT) |
| 10. mérkőzés 1986. május 3. Eb-selejtező | Bonato      | (0 – 0) Részletek | Bárfy Matskássy Imréné | Potenza Nézőszám: 8 000 Játékvezető: A. Pugliesevich (MLT) |

| 11. mérkőzés 1986. szeptember 18. | Magyarország      | 1 – 4             | Svédország                                         | Veszprém Nézőszám: 400 Játékvezető: Molnár László (HUN) |
| 11. mérkőzés 1986. szeptember 18. | Kiss Lászlóné 27' | (1 – 3) Részletek | Bukovszki Jenőné 5' Axen 16' Axen 31' Videkull 74' | Veszprém Nézőszám: 400 Játékvezető: Molnár László (HUN) |

| 12. mérkőzés 1986. szeptember 27. | Magyarország                                   | 5 – 1             | Jugoszlávia | Kaposvár Nézőszám: 600 Játékvezető: Kovács I László (HUN) |
| 12. mérkőzés 1986. szeptember 27. | Kern 7' Kern 29' Lovász 48' Kern 60' Bárfy 89' | (2 – 0) Részletek | Čupać 70'   | Kaposvár Nézőszám: 600 Játékvezető: Kovács I László (HUN) |

| 13. mérkőzés 1986. október 11. Eb-selejtező | Magyarország      | 1 – 1             | Svájc        | Eger Nézőszám: 600 Játékvezető: Friedrich Kaupe (AUT) |
| 13. mérkőzés 1986. október 11. Eb-selejtező | Kiss Lászlóné 46' | (0 – 1) Részletek | Poncioni 17' | Eger Nézőszám: 600 Játékvezető: Friedrich Kaupe (AUT) |